# Maria Antonietta Torriani
Maria Antonietta Torriani (1. ledna 1840 Novara – 24. března 1920 Milán) byla italská spisovatelka. Pod pseudonymem Marchesa Colombi vstoupila do dějin populárního románu a feminismu.

## Životopis
Narodila se v rodině Luigi Torrianiho a Caroliny roz. Imperatori. Název „Marchesa Colombi“ byl ve skutečnosti pseudonym převzatý z komedie Paola Ferrariho La satira a Parini, v níž je Marchesi Colombi marnivou a lehkovážnou postavou.
Když zemřel otec žila se svou matkou a jejím druhým manželem Martinem Moschinim až do roku 1865. Po absolvování základní školy se věnovala malování a psaní a některé její články byly publikovány v různých novinách, například v Giornale delle Donne. V roce 1868 se přestěhovala do Milána na Via San Pietro in Gessate; v lombardském hlavním městě se seznámila s Annou Marií Mozzoniovou, zakladatelku ženského hnutí z Lombardie, s níž začala spolupracovat. V roce 1871 napsala esej Della letteratura nell'educazione femminile (O literatuře ve výchově žen), v níž obhajovala význam kultury a četby ve výchově ženy.

### Manželství
V 70. letech 19. století byl novinář Eugenio Torelli Viollier (1842–1900), který se narodil v Neapoli a v roce 1865 se přestěhoval do Milána, redaktorem tehdy rozšířeného časopisu L'Illustrazione Universale, v němž vycházely také povídky a novely. Setkal se s M. A. Torrianiovou, která přišla do redakce časopisu nabídnout spolupráci, a zamiloval se do ní. Sňatek se konal 30. října 1875.
V tomto období Torrianiová definitivně přijala pseudonym Marchesa Colombi – který předtím používala spolu s dalšími pseudonymy – a stala se první ženou podepsanou pod milánským deníkem. Spolupráce s redakcí pokračovala i po roce 1888, kdy se s manželem rozešla.

### Poslední roky
V roce 1900 opustila Milán a přestěhovala se do provincie Turín, do Cumiany, kde prožila posledních dvacet let. V poslední části svého života psala další romány se sociálním pozadím, knihy pro děti, morální operety a povídky. Zemřela v Miláně v roce 1920 a byla pohřbena v Cumianě.
Její dílo bylo sice předmětem zájmu tehdejší kritiky, což jí vyneslo zařazení do prestižních bibliografií, jako byla „Bibliografia femminile italiana del XIX secolo“ (1875) Oscara Greca a „Dizionario biografico degli scrittori contemporanei“ (1878) Angela De Gubernatise, nicméně bylo často reduktivně zařazováno mezi zábavnou literaturu a postupně upadlo v zapomnění. Toto opomíjení ze strany kulturního establishmentu trvalo dlouho; je třeba poznamenat, že jí Benedetto Croce věnoval krátkou kritickou stať, která vyšla v roce 1934 jako v dodatcích k "Letteratura della nuova Italia", a v níž ji tematicky a literárním stylem srovnává s jinými „menšími“ autory té doby. Torrianiová byla znovuobjevena po druhé světové válce díky Natalii Ginzburgové a Italo Calvinovi, kteří ocenili její suchý a ironický styl. V roce 1973 tito dva vydali v Einaudiho ediční řadě „Centopagine“ knihu Un matrimonio in provincia, což znamenalo počátek obnoveného zájmu kritiky o její bohatou literární tvorbu.

### Masová kultura
Její nejznámější román Un matrimonio in provincia byl v roce 1980 převeden do televizní podoby. Scénář v režii Gianniho Bongioanniho byl odvysílán ve dvou epizodách s Ericou Beltrami v hlavní roli a za účasti Laury Betti.

## Dílo
- Giulia Modena (1871)
- Il Carnovale di un capitano (1873)
- La gente per bene (1877)
- In risaia (1877)
- Tempesta e bonaccia: romanzo senza eroi (1877)
- Racconto di Natale (1878)
- La cartella n.4 (1880)
- Prima morire (1881)
- La vita in famiglia (1881)
- Nell'azzurro (1881)
- Senz'amore (1883)
- I bambini per bene a casa e scuola (1884)
- Racconti pei bambini (1884)
- Un matrimonio in provincia (1885)
- Un triste Natale (1885)
- I ragazzi d'una volta e i ragazzi di adesso (1888)
- Cara speranza (1888), ultima edizione Novara, Interlinea, 2003
- Il maestro (1889)
- Umani errori (1889)
- Le gioie degli altri (1900)
- Racconti popolari (1900)
- Serate d'inverno, Istituto editoriale italiano, Milano, 1917, ultima edizione Tufani, Ferrara, 1997
- Il tramonto d'un ideale, Tufani, Ferrara, 1997, L'Alcova Letteraria, 2024
- Lettere aperte a Matilde Serao e Neera, "Leggere Donna" n152 luglio agosto settembre, Ferrara, 2011
- La creola e il violino di Cremona. I libretti d'opera della Marchesa Colombi, a cura di Maria Grazia Cossu, Il Poligrafo, Padova 2011.

### V češtině
- Kdy přijde ženich? – přeložila Klára Bořická. Praha: [sn], 1890
- Vánoční povídka: (Pomni na zadní kola!) – přeložil Gustav Žďárský. Praha: Jan Otto, 1894
- Zlaté sny – přeložil Gustav Žďárský. Praha: J. Otto, 1894?
- Matčina obět: povídka – přeložil J. V. Bělohradský. Praha: J. Otto, 1895
- Malé příčiny – přeložila Leopolda Pölzelbauerová. Praha: Edvard Beaufort, 1901
- Radosti druhých: román – přeložila Leopolda Pölzelbauerová. Praha: Ochrana opuštěných a zanedbaných dívek, 1906
- Vyznání – in: 1000 nejkrásnějších novel... č. 58; úvod František Sekanina; přeložil J. O. Novotný. Praha: J. R. Vilímek, 1914